# Odontomyia boharti
Odontomyia boharti är en tvåvingeart som först beskrevs av James 1948.  Odontomyia boharti ingår i släktet Odontomyia och familjen vapenflugor. Inga underarter finns listade i Catalogue of Life.